# Дениз Байкал
Дениз Байкал (на турски: Deniz Baykal) е турски политик, член на Републиканската народна партия (CHP). Бил е заместник министър-председател и министър на външните работи на Турция през 1995 – 1996 г. Заема множество държавни длъжности, след което e три пъти председател на CHP (1992 – февруари 1995, септември 1995 – 1999, 2000 – 2010). В периода 2002 – 2010 г. е лидер на опозицията, ръководейки втората по големина партия в парламента.
През 1973 г. е избран за депутат, през 1974 г. е избран за министър на финансите в коалицията CHP – MSP, а по-късно за министър на енергетиката и природните ресурси в третото правителство на Бюлент Еджевит от 1978 до 1979 г. След закриването на CHP по време на турския държавен преврат през 1980 г. Байкал е за кратко в затвора. През 1987 г. избран за депутат от новата Социалдемократическа народна партия (SHP).
Байкал става сред водещите членове на възстановената CHP, която е основана отново през 1992 г. Той е председател на партията до 1995 г., когато CHP и SHP се сливат по време на конгрес. През септември 1995 г. е преизбран за председател на партията, след което Байкал участва на общите избори през 1995 г. и формира коалиционно правителство с Партията на истинския път на Тансу Чилер. В периода между 1995 и 1996 г. е едновременно заместник министър-председател и министър на външните работи на Турция. След съкрушително поражение на общите избори през 1999 г. за CHP той подава оставка, неговата партия е извън парламента, тъй като не успява да премине избирателната бариера от 10%. Независимо от това той е преизбран за председател през 2000 г. и повежда партията до умерен успех на общите избори през 2002 г., като става лидер на опозицията.
Като най-възрастния депутат в парламента след общите избори през юни 2015 г. Байкал за кратко е временно изпълняващ длъжността председател на Великото народно събрание. Той е кандидатът на CHP за постоянен председател на 25-ия парламент на Турция на изборите за председател през юни-юли 2015 г., но губи в надпреварата от Исмет Йълмаз от Партията на справедливостта и развитието. След пропадане на коалиционните преговори след изборите Байкал получава предложение за министерска длъжност в последвалото избрано временно правителство, съставено от лидера на ПСР Ахмет Давутоглу. Той отказа в съответствие с решението на партийната изпълнителна власт. На 17 ноември 2015 г. той става за втори път временен председател на парламента, тъй като е най-възрастният депутат след общите избори през ноември 2015 г. Наследен е от депутата от ПСР Исмаил Кахраман, който е избран за председател на 22 ноември 2015 г.